# 罗宾·西克
羅賓·艾伦·西克（1977年3月10日—）是一名美国歌手、唱片制作人和演员。他是演员艾倫·錫克和演员Gloria Loring的儿子。西克曾与许多明星一起工作，如克里斯蒂娜·阿奎莱拉、妮琪·米娜、珍妮佛·哈德遜、亚瑟小子和玛丽·布莱姬等，还参与了许多热门音乐专辑的制作。
羅賓·西克和搭檔菲瑞·威廉斯共同演唱的《模糊界线》（Blurred Lines），获得了告示牌百强单曲榜連續12週冠军，成为西克的第一支冠军单曲。然而，這首歌後來卻被控抄襲已故靈魂歌手马文·盖伊（Marvin Gaye）1977年的作品《Got to Give It Up》。2015年3月10號判決出爐，美國洛城法院做出判決，兩人必須賠償马文·盖伊（Marvin Gaye）家屬740萬美元。

## 專輯
- A Beautiful World（2003年）
- The Evolution of Robin Thicke（2006年）
- Something Else（2008年）
- Sex Therapy（2009年）
- Love After War（2011年）
- Blurred Lines（2013年）
- Paula（2014年）